# Iván Ochoa
Iván Fernando Ochoa Chávez (ur. 13 sierpnia 1996 w Tampico) – meksykański piłkarz występujący na pozycji środkowego lub defensywnego pomocnika, od 2025 roku zawodnik Cancún.